# Bruno Heinrich
Bruno Heinrich OCist (* 30. Juni 1908 in Altstadt bei Ostritz; † 3. Februar 1992 in Bruck an der Leitha) war ein österreichischer Zisterzienser. Er war von 1968 bis 1970 der 41. Abt des Stiftes Stams im Tiroler Oberland.

## Leben
Richard Heinrich wurde als achtes von neun Kindern des Bürgermeisters von Altstadt geboren. Nach der Schule machte er eine Tischlerlehre bei der Firma Müller in Rusdorf. Angezogen von einer Werbeaktion der Zisterzienser – das Kloster St. Marienthal befindet sich südlich von Ostritz – zog er 1927 nach Österreich in das Aufbaugymnasium Horn, wo er maturierte und 1934 in das Stift Stams in Tirol eintrat. 1937 wechselte er in das Stift Lilienfeld und empfing 1939 im Dom zu St. Pölten die Priesterweihe und wurde Kaplan bei den Stiftspfarrkirchen Annaberg und Josefsberg. Nach dem Kriegsdienst und sowjetischer Kriegsgefangenschaft kehrte er 1945 nach Annaberg zurück. Von 1948 bis 1960 war er Prior im Stift Lilienfeld und wohl einige Jahre ebendort auch Novizenmeister.
1960 kehrte er in das Stift Stams zurück und wurde Prior in Untermais in Meran. 1968 wurde Bruno Heinrich zum Abt des Stiftes Stams gewählt. Er resignierte freiwillig schon nach zwei Jahren. Danach arbeitete er in der Stiftspfarre Neukloster in Wiener Neustadt mit. 1976 übernahm er die Pfarrkirche Göttlesbrunn bei Bruck an der Leitha, wo er bis zu seinem Tod 1992 auch mit einer kleinen Holzwerkstatt im Pfarrhof tätig war.
Beim Platz bei der Pfarrkirche Göttlesbrunn steht ein kleines romanisches barockisiertes Mausoleum, wo er bestattet wurde.

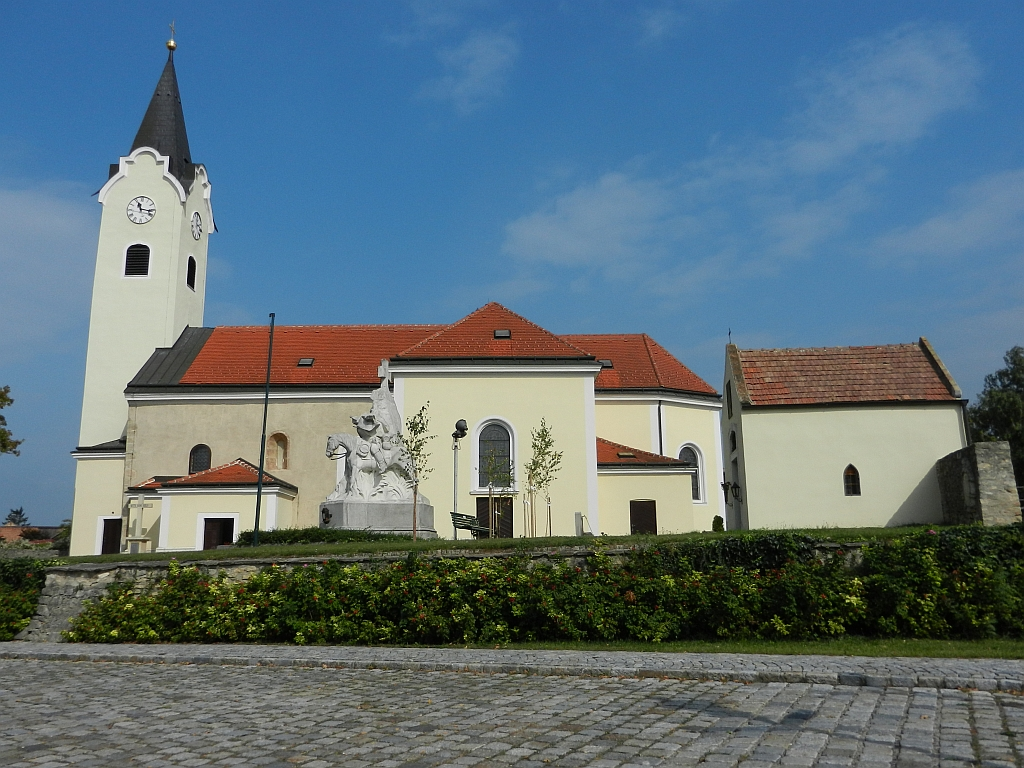
Abt-Bruno-Heinrich-Platz, Pfarrkirche Göttlesbrunn, Mausoleum

## Auszeichnungen
- Ehrenbürger von Göttlesbrunn-Arbesthal
- Der Platz bei der Pfarrkirche Göttlesbrunn wurde auf Abt-Bruno-Heinrich-Platz benannt.